# Szentmargitfalva
Szentmargitfalva je vas na Madžarskem, ki upravno spada pod podregijo Letenyei Županije Zala.